# Bristol City (Frauenfußball)
Der Bristol City Women’s Football Club, kurz Bristol City, ist ein professioneller Frauenfußballverein aus der englischen Großstadt Bristol, gelegen im Südwesten Englands, in der Nähe der englisch-walisischen Grenze im Vereinigten Königreich. Zur Saison 2021/22 tritt der Verein in der zweiten englischen Liga, der FA Women’s Championship an, nachdem man in der Saison 2020/21 aus dem englischen Oberhaus abgestiegen war. Gegründet wurde der Verein 1998 als Bristol Rovers WFC, dem eigentlichen Rivalen des Stammvereins Bristol City. Eine Namensänderung führte zu Bristol Academy W.F.C. im Jahre 2005 durch die wachsende Involvierung der Bristol Academy of Sport, heute Teil des South Gloucestershire and Stroud College, damals noch Filton College. 2016 erfolgte schließlich die zweite Umbenennung zum heutigen Namen Bristol City Women’s Football Club. Ausgetragen werden die Heimspiele in der Heimstätte des Bath City, dem Twerton Park in Bath. Bis zum Abstieg 2021 aus der ersten englischen Profiliga spielte man ab 2016 fünf Jahre in der FA Women’s Super League.

## Geschichte
Gegründet wurde der Verein 1998 durch eine Fusion der Frauenabteilung der Bristol Rovers sowie des walisischen Cable-Tel LFC. Die Fusion kam zustande, da die Bristol Rovers lediglich eine bis zum 16. Lebensjahr reichende Frauenabteilung hatte und die Jugendlichen ab der Altersklasse den Verein verlassen mussten. Durch die Fusionierung hatten die Bristol Rovers nicht nur eine Seniorenmannschaft, sondern auch einen Startplatz in der South West Combination, welche bedingt durch die damalige englische Ligastruktur im Frauenfußball lediglich zwei Ligen unter dem Oberhaus war. Der neu entstandene Verein wurde fortan Bristol Rovers WFC genannt und trug die Heimspiele auf dem Trainingsgelände der Rovers aus, auf welchen auch die Administration des Vereins verlagert wurde im Stadtteil Brislington.
In der Anfangszeit wechselte der Bristol Rovers WFC, ebenso wie der männliche Counterpart, des Öfteren die Heimspielstätte und spielte zwischenzeitlich in neun unterschiedlichen Stadien, welche jedoch größtenteils in Bristol selbst liegen. Schließlich erhielt man mit dem Twerton Park in Bath, einer circa 20 Kilometern entfernten Stadt, 2011 eine dauerhafte Stätte, in welcher fortan alle Heimspiele ausgetragen wurden, abgesehen von Spielen in der UEFA Women’s Champions League. Diese Spiele wurden an dem Ashton Gate, der Heimstätte von Bristol City ausgetragen.
Zum Beginn der Saison 2005/06 wurde der Verein in Bristol Academy umbenannt, um die wachsende Involvierung der Bristol Academy of Sports zu verdeutlichen. Die Bristol Rovers konnten aus finanziellen Gründen keine weitere Aufrechterhaltung einer Frauenabteilung gewährleisten. Trotz der Umbenennung spielte man weiterhin in den Farben der Bristol Rovers und man war weiterhin unter dem inoffiziellen Spitznamen The Gas Girls, in Anlehnung an den Spitznamen der Herrenabteilung The Gas bekannt.
Im Sommer 2009 war der Club in einer Krise. Schlüsselspielerinnen wie Corinne Yorston, Stef Curtis und Gwennan Harries verließen Bristol jeweils in Richtung Arsenal, Chelsea und Everton. Zudem wurde der Manager Gary Green entlassen. Infolge der Abgänge beendete man die Liga der Saison 2009/10 auf dem letzten Tabellenplatz.
2011 war der Verein eines der acht Gründungsmitglieder der FA Women’s Premier League und man wechselte in ein neues Stadion des Stroud College’s Stoke Gifford Campus.
2013 unterzeichnete der Verein einen Sponsorenvertrag mit dem Rivalen von den Bristol Rovers und wechselte zu dessen Farben Rot und Weiß. Drei Jahre später, im Jahre 2016, fand schließlich die bislang letzte Namensänderung in Bristol City Women’s Football Club statt.
Im Juli 2018 stellte man Tanya Oxtoby als neue Trainerin vor, welche vom Birmingham City LFC zum Twerton Park wechselte.

### Liga
Es dauerte lediglich zwei Jahre, bis man in die heutige dritthöchste englische Frauenspielklasse aufstieg, die FA Women’s National League South, nachdem man die South West Combination im Jahre 2001 gewonnen hatte. Dave Bell erreicht diese Erfolge mit dem Verein, wechselte nach dem Aufstieg jedoch in die Jugendabteilung von Manchester United. Ersetzt wurde Bell durch Tony Ricketts, welcher ebenfalls sportlichen Erfolg vorweisen konnte, indem er 2002/03 die Liga gewann und in die FA Women’s Premier League National Division aufstieg. In der ersten Spielzeit verhinderte man nur knapp den Abstieg. In den folgenden zwei Jahren konnte man zwei Mal in Folge den fünften Platz erreichen. In der Anfangsphase der Saison 2007/08 belegte man zwischenzeitlich den ersten Tabellenplatz, jedoch musste man sich am Ende der Saison mit dem achten Platz zufriedengeben. Arsenal hatte Verzögerungen im Ligaspielplan aufgrund des europäischen Wettbewerbs und den beiden Pokalwettbewerben in England, was unter anderem als ein Grund für den anfänglichen Erfolg angesehen wird.
Nachdem man 2016 den zweiten Tabellenplatz in der zweiten englischen Liga, der Women’s Super League 2 erreicht hatte, gelang der Aufstieg in die Women’s Super League 1 in der folgenden Saison. 2021 erreichte man lediglich den 10. Tabellenplatz und stieg aus der Super League ab, weshalb man in der Saison 2021/22 in der Super League 2 antreten muss.

### Pokal
Trotz der kurzen Existenz des Vereins erreichte man bereits fünf Mal das Halbfinale des FA Cups. Das erste Halbfinale verlor man im Memorial Stadium vor 3000 Zuschauern gegen den FC Arsenal mit 3:0. Zu diesem Zeitpunkt spielte man noch in der South West Combination. 2002/03, 2004/05 und 2006/07 erreichte man abermals das Halbfinale des FA Cups, jedoch verlor man alle drei Spiele jeweils gegen Fulham, Charlton und Arsenal. 2011 gewann man erstmals ein Halbfinale mit einem 3:0-Sieg gegen die Frauenabteilung des FC Liverpools, jedoch verlor man das Finale vor 13.885 Zuschauern in der Ricoh Arena in Coventry gegen Arsenal mit 2:0. 2013 erreichte man erneut das Finale des FA Cups durch einen 3:0-Sieg gegen die Lincoln Ladies im Halbfinale, jedoch verlor man dieses erneut gegen Arsenal mit 3:0. Das Finale fand im Keepmoat Stadium statt, der Heimstätte der Doncaster Rovers in Doncaster.
In neuen Jahren gewann der Verein acht Mal den Gloucestershire FA Women’s Challenge Cup, lediglich 2003/04 konnte man sich nicht gegen den Bristol City WFC durchsetzen, der eigentlichen Frauenabteilung des derzeitigen Stammvereins, welcher 2007 aufgelöst wurde. Lediglich die Jugendabteilung des Vereins blieb bestehen.

## Europapokal
Durch die neue Women’s Super League kann der Finalist des FA Cups am Europapokal teilnehmen, sofern der Meister derselben Saison der siegreiche Finalgegner war und somit bereits für einen europäischen Wettbewerb qualifiziert. 2011/12 nahm Bristol deshalb an der UEFA Women’s Champions League teil, da man das Finale 2011 in der vorherigen Saison gegen den gleichzeitigen Meister Arsenal verloren hatte. Bristol City, damals als Bristol Academy, nahm deshalb an der Runde der letzten 32 teil, musste sich jedoch nach einem 1:1 am Ashton Gate und einem 4:2 in Russland gegen FC Energy Voronezh geschlagen geben, welche erst im Viertelfinale gegen den 1. FFC Turbine Potsdam ausschieden. Arsenal schied im Halbfinale gegen den 1. FFC Frankfurt aus, die im Finale Olympique Lyon mit 2:0 unterlagen. Für die Champions League Saison 2014/15 war man erneut qualifiziert und erreichte nach einem 6:1 (4:0 und 2:1 nach Hin- und Rückspiel) in der Runde der letzten 32 gegen Raheny United aus Irland sowie einem 2:1 (1:0 und 1:1) gegen den FC Barcelona im Achtelfinale erstmals das Viertelfinale. Dieses wurde mit einem 12:0 (5:0 und 7:0) gegen den 1. FFC Frankfurt verloren. Jedoch war dies die bisher erfolgreichste Champions League Saison von Bristol.

## Spielstätten
Bristol City hatte in seiner bisherigen Existenz mehrmals die Spielstätte gewechselt. In der Anfangszeit besaß mal selbst keine eigene Spielstätte und wechselte demnach den Spielort nach Verfügbarkeit. Unter anderem spielte der Verein an The Beeches, der Lodge Road, der Crossham Street, Memorial Stadium, dem Fry’s Sports Ground, The Lawns, dem Hand Stadium, der Lakeview und dem Oaklands Stadium. Alle liegen in oder um Bristol herum und werden selbst von (semi-)professionellen Fußballvereinen wie dem Mangotsfield United F.C. (Cossham Street) oder dem Almondsbury Town (Oaklands Stadium) genutzt.